# Didier Drogba
Didier Yves Drogba Tébily (* 11. März 1978 in Abidjan) ist ein ehemaliger ivorischer Fußballspieler. Der Stürmer zog bereits als Kind nach Frankreich und besitzt auch die französische Staatsbürgerschaft. Er kam beim Le Mans FC in der Ligue 2 zu seinem Debüt im Profifußball. Nach einem Jahr bei EA Guingamp in der Ligue 1 wechselte Drogba zu Olympique Marseille und schoss den Verein mit sechs Toren in das UEFA-Cup-Finale 2004, das gegen den FC Valencia verloren wurde. Anschließend folgte im Alter von 26 Jahren der Wechsel nach England zum FC Chelsea, für den er die längste Zeit seiner Karriere aktiv war. Bei Chelsea stand er bis 2012 sowie nochmals – nach zwei Jahren bei Shanghai Shenhua und Galatasaray Istanbul – von 2014 bis 2015 unter Vertrag. Für die Blues absolvierte Drogba 254 Spiele in der Premier League, dabei erzielte er 104 Tore und 63 Torvorlagen. Viermal gewann Drogba mit Chelsea die englische Meisterschaft. Im Champions-League-Finale 2012 führte Drogba den Verein mit dem Ausgleichstreffer und entscheidenden Strafstoß im Elfmeterschießen im Finale gegen den FC Bayern München zum ersten Gewinn der Champions League, nachdem man 2008 das Finale, bei dem er in der Verlängerung die Rote Karte sah, verloren hatte. Von 2015 bis 2018 ließ er seine Karriere bei Montreal Impact und Phoenix Rising ausklingen.
Auf internationaler Ebene lief Drogba von 2002 bis 2014 in 104 Länderspielen für die ivorischen Nationalmannschaft auf und ist mit 65 Toren ihr Rekordtorschütze. Er nahm an drei Weltmeisterschaften (2006, 2010, 2014) sowie fünfmal am Afrika-Cup (2006, 2008, 2010, 2012, 2013) teil und wurde zwei Mal zu Afrikas Fußballer des Jahres gewählt. Seine größten Erfolge im Nationaldress waren das Erreichen der Afrika-Cup-Finals 2006 und 2012, die beide im Elfmeterschießen verloren wurden.

## Leben und Karriere
Didier Drogba wurde 1978 in Abidjan, der damaligen Hauptstadt der Elfenbeinküste, als Sohn eines Bankangestellten und einer Schreibkraft geboren. Im Alter von fünf Jahren schickten ihn seine Eltern nach Frankreich, wo er bei seinem Onkel, dem Profifußballspieler Michel Goba, wohnte. 1986 kam er in die Jugendmannschaft des Vereins USL Dunkerque. Neben der ivorischen besitzt Drogba auch die französische Staatsbürgerschaft.
1991 siedelte seine gesamte Familie nach Frankreich über. 1999 unterschrieb er seinen ersten Profivertrag beim UC Le Mans.

### Vereine

#### Anfänge
Zu Beginn seiner Karriere in Le Mans und Guingamp spielte Drogba noch als rechter Verteidiger, doch bald wurde sein Talent für die Offensive erkannt. 2002 wollte ihn José Mourinho schon zum FC Porto holen, doch sein Budget reichte nicht aus, um Drogba zu verpflichten, deshalb blieb er weiterhin bei Guingamp.

#### Olympique Marseille
2003 wechselte er zu Olympique Marseille. Nach seiner bisher stärksten Saison (2003/04), als er mit 18 Treffern Dritter der Torjägerliste in Frankreich wurde und elf Treffer in europäischen Wettbewerben erzielt hatte, wurde er Zweiter bei der Wahl zum Fußballer des Jahres in Afrika. Nach jener Saison wurde er endgültig für die Top-Vereine Europas interessant. Konkrete Angebote gab es vom FC Chelsea und von Juventus Turin.

#### FC Chelsea

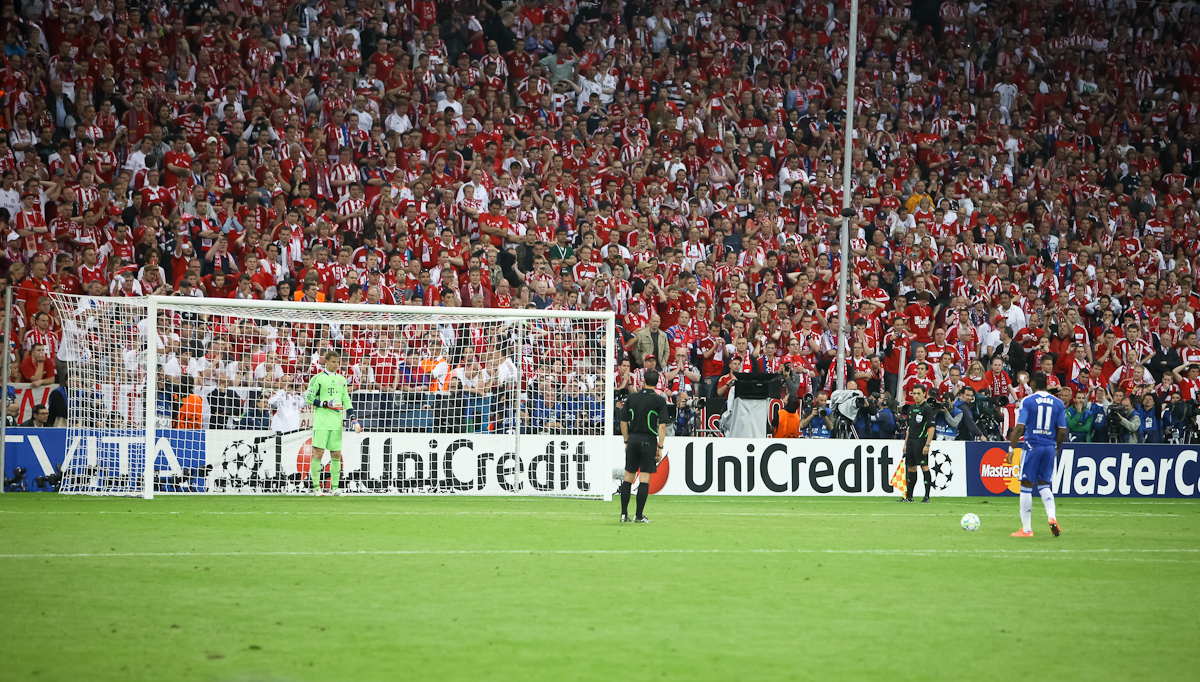
Didier Drogba verwandelt den entscheidenden Elfmeter im Champions-League-Endspiel 2012

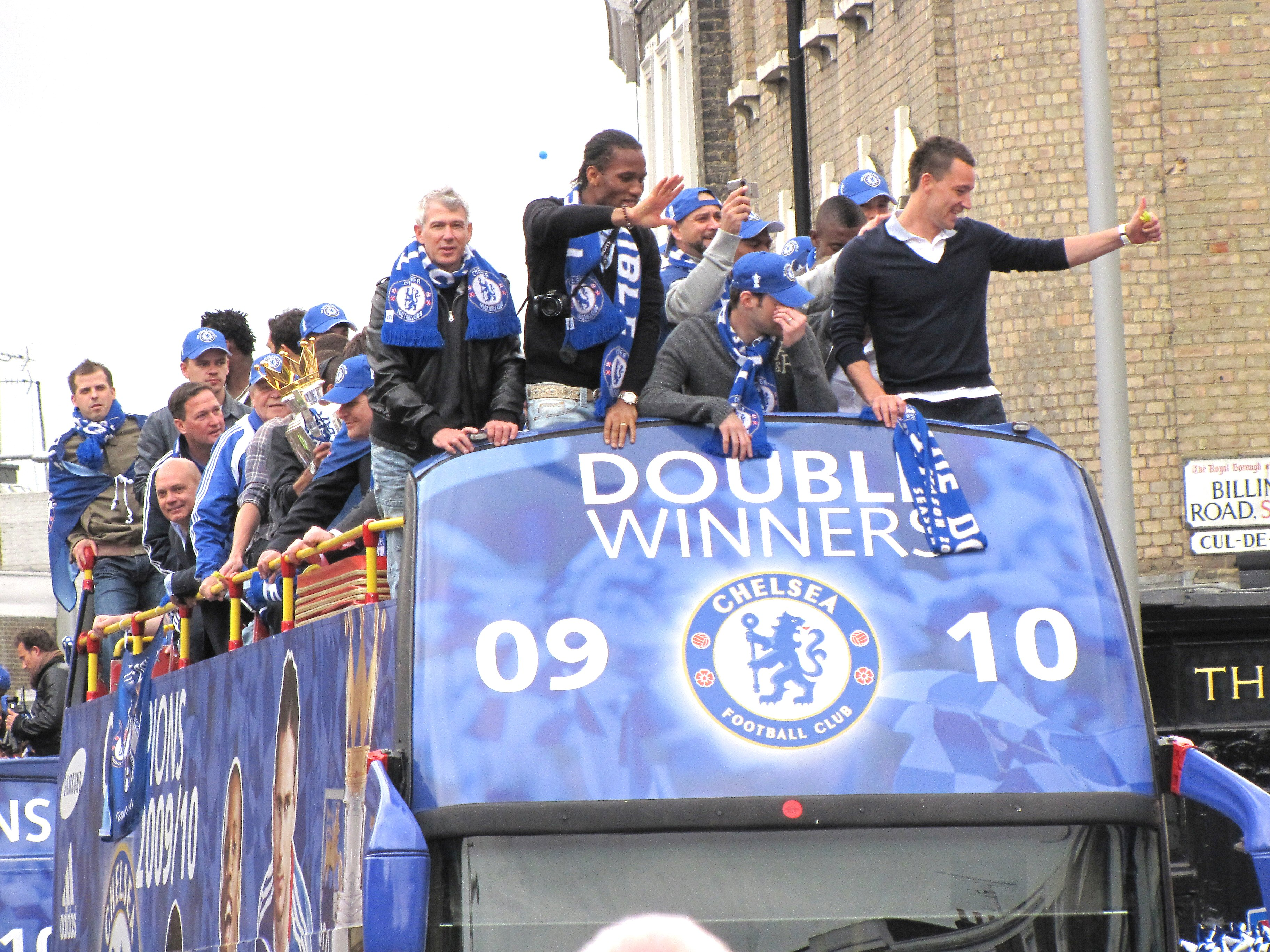
Didier Drogba auf dem Bus bei den Feierlichkeiten nach dem Double 2010

Obwohl er zunächst in Marseille bleiben wollte, wechselte er dann doch zum FC Chelsea, bei dem er anfangs die Rückennummer 15 trug. Später bekam er die Nummer 11. Unter José Mourinho, dem damaligen Trainer des Londoner Clubs, gewann er 2005 und 2006 die englische Meisterschaft. In der Saison 2006/07 gewann er mit Chelsea den Ligapokal und den FA-Cup. In beiden Endspielen erzielte er die entscheidenden Tore für Chelsea.
2008 erreichte er mit Chelsea das Finale der Champions League, in dem Chelsea auf Manchester United traf und im Elfmeterschießen verlor. Da Drogba in der 116. Minute wegen einer Tätlichkeit die Rote Karte erhalten hatte, konnte er im Elfmeterschießen nicht mehr eingesetzt werden.
Im Endspiel des FA-Cups 2009 schoss er den Ausgleich, bevor Frank Lampard den Siegtreffer markierte.
In der Saison 2009/10 sicherte sich Chelsea am letzten Spieltag mit einem 8:0-Sieg über Wigan Athletic die Meisterschaft. Drogba steuerte in dieser Partie drei Treffer bei und konnte sich somit mit insgesamt 29 Toren auch die alleinige Torschützenkrone aufsetzen. Nur wenige Tage später erzielte Drogba per Freistoß das einzige Tor beim 1:0-Sieg von Chelsea im FA-Cup-Finale gegen den FC Portsmouth und sicherte den Londonern somit den Gewinn des Pokals. Im Alter von 32 Jahren war Drogba in der Saison 2009/10 mit 29 Treffern ältester Torschützenkönig der Premier League. Dieser Rekord wurde in der Saison 2019/20 durch 23 Tore von Jamie Vardy im Alter von 33 Jahren überboten.
Am 28. August 2011 wurde Drogba nach einem Zusammenprall mit John Ruddy, dem Torhüter von Norwich City, mit einer Gehirnerschütterung ins Krankenhaus eingeliefert. Drei Wochen später gab er gegen Swansea City sein Comeback und erzielte in der Nachspielzeit sein erstes Saisontor. Am 5. Mai 2012 traf er im FA-Cup-Finale gegen den FC Liverpool (2:1) zum zwischenzeitlichen 2:0, womit er zum ersten Spieler wurde, der in vier FA-Cup-Endspielen treffen konnte.
In der Saison 2011/12 erreichte er mit Chelsea außerdem das Finale der Champions League in der Allianz Arena gegen den FC Bayern München. Mit seinem Ausgleichstor zum 1:1 in der 88. Spielminute brachte er seine Mannschaft in die Verlängerung, in der er einen Elfmeter verschuldete, der aber ohne Folgen blieb, da Arjen Robben an Chelsea-Keeper Petr Čech scheiterte. Im anschließenden Elfmeterschießen verwandelte Drogba den letzten Elfmeter und machte Chelsea so zum Champions-League-Sieger.

#### Shanghai Shenhua

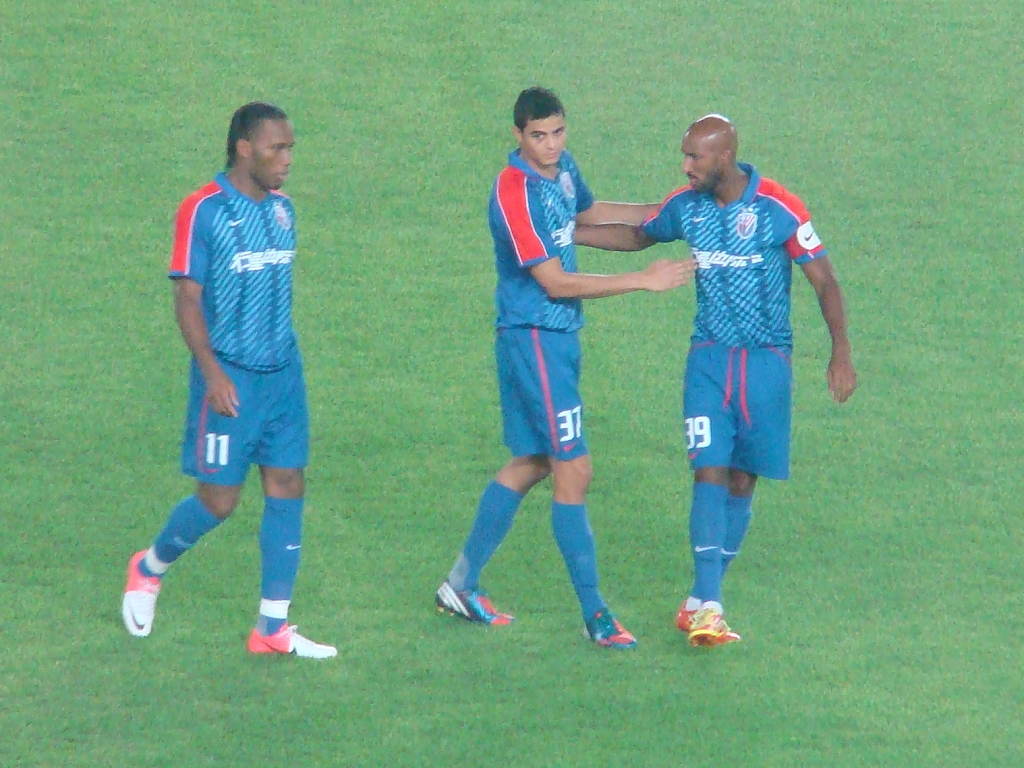
Drogba (links) 2012 im Trikot von Shanghai Shenhua

Drogba entschied sich nach der Saison 2011/12, seinen im Sommer 2012 auslaufenden Vertrag nicht zu verlängern und wechselte zum chinesischen Erstligisten Shanghai Shenhua Liansheng FC. Er unterschrieb einen Vertrag über zweieinhalb Jahre bis zum 31. Dezember 2014 und sein Gehalt lag bei 250.000 Euro pro Woche.

#### Galatasaray Istanbul
In der Wintertransferperiode der Saison 2012/13 unterschrieb Drogba beim türkischen Erstligisten Galatasaray Istanbul einen Vertrag mit Laufzeit bis zum 30. Juni 2014. Hinter dem Engagement des Superstars stand zunächst noch ein Fragezeichen, denn Drogbas ehemaliger Verein Shanghai Shenhua hatte dementiert, ihm die Freigabe für einen Vereinswechsel erteilt zu haben. Drogba berief sich auf eine Ausstiegsklausel, die es ihm erlaubte, aus seinem Vertrag vorzeitig auszusteigen, wenn der Verein mindestens ein Monatsgehalt nicht zahlen würde. Laut Drogba seien drei Monatsgehälter nicht gezahlt worden.
Zum 1. Februar 2013 wurde er für den Champions-League-Kader von Galatasaray nachgemeldet. Am 12. Februar 2013 erhielt Drogba vom türkischen Fußballverband TFF eine vorübergehende Spiellizenz. Bei seinem Ligadebüt, einem 2:1-Auswärtssieg über Akhisar Belediyespor, traf Drogba drei Minuten nach seiner Einwechselung zum 1:0 und bereitete auch das 2:0 vor. Am 19. April 2013 erzielte er im Ligaspiel gegen Sanica Boru Elazığspor das 100. Tor in der Türk Telekom Arena. Am Ende der Saison 2012/13 wurde er mit Galatasaray Meister der Süper Lig.
Am 11. August 2013 gewann Drogba mit Galatasaray den türkischen Supercup. In der Partie gegen Fenerbahçe Istanbul erzielte er während der Verlängerung das entscheidende 1:0 für seine Mannschaft. Am Ende der Saison gewann er den türkischen Pokal. Im Interview mit dem vereinseigenen Sender ‚GS TV‘ bestätigte er, dass er seinen auslaufenden Vertrag nicht verlängern wird.

#### Rückkehr zum FC Chelsea
Zur Saison 2014/15 kehrte Drogba zum FC Chelsea zurück und erhielt einen Vertrag bis zum Saisonende. Drogba kam in 28 Ligaspielen für Chelsea zum Einsatz und erzielte vier Tore.

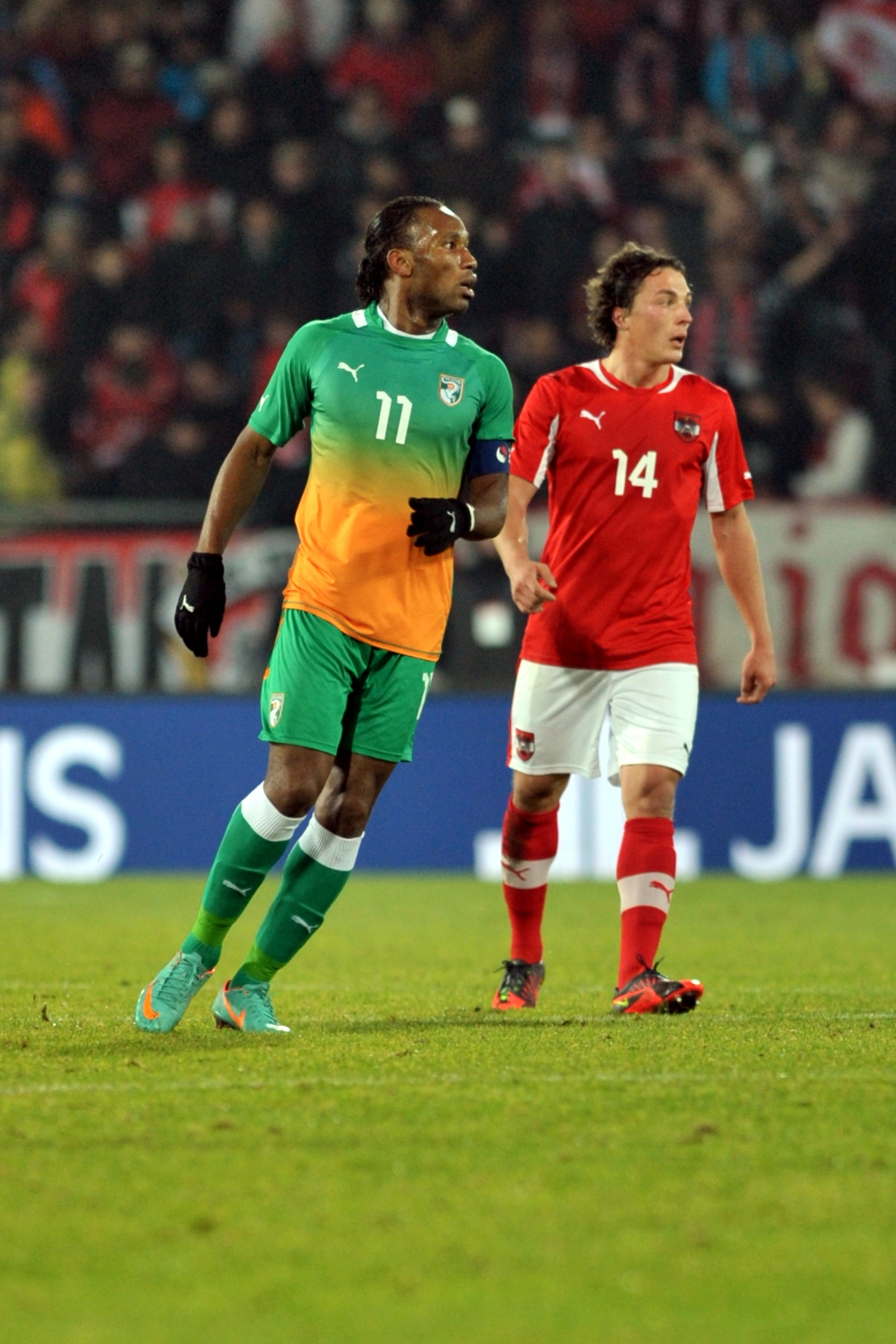
Didier Drogba (links) neben Julian Baumgartlinger am 14. November 2012 im Länderspiel gegen Österreich

#### Wechsel nach Montreal
Zum 27. Juli 2015 wechselte Drogba zum kanadischen MLS-Franchise Montreal Impact. Sein erstes Spiel für Impact absolvierte er am 22. August 2015, als er am 6. Spieltag im Spiel gegen Philadelphia Union in der 59. Minute eingewechselt wurde. Im darauffolgenden Spiel gegen Chicago Fire stand er erstmals in der Startaufstellung. Er erzielte in diesem Spiel einen Hattrick. Insgesamt kam Drogba in der Regular Season in elf Spielen zum Einsatz, dabei erzielte er elf Tore. Damit verhalf er Montreal Impact, die Playoffs zu erreichen, in denen er drei Spiele absolvierte und gegen den Toronto FC ein weiteres Tor erzielte. Impact schied im Conference-Halbfinale schließlich gegen die Columbus Crew aus den Playoffs aus.
Zu Beginn der MLS-Saison 2016 verpasste Drogba vier der ersten fünf Saisonspiele, da er beim Spielen und Trainieren auf Kunstrasenplätzen Knieprobleme zu beklagen hat. Stattdessen hielt er sich in Sacramento beim USL-Club Sacramento Republic fit.

#### Phoenix Rising
Im März 2017 absolvierte Drogba ein Probetraining beim USL-Franchise Phoenix Rising, bei dem er gemeinsam mit Shaun Wright-Phillips einige Testspiele spielte. Am 13. April 2017 wurde bekannt, dass Drogba bei Phoenix Rising einen Vertrag für die Saison 2017 unterzeichnet habe. Anschließend besteht die Möglichkeit ins Management zu wechseln. In seiner ersten Saison erzielte Drogba in 14 Spielen zehn Treffer.
Im März 2018 kündigte Drogba an, seine Karriere nach der Saison 2018 zu beenden.

### Nationalmannschaft
Am 8. September 2002 machte er beim Qualifikationsspiel zum Afrika-Cup gegen Südafrika sein erstes Länderspiel. In seinem zweiten Länderspiel am 11. Februar 2003 erzielte er beim 3:0 gegen Kamerun sein erstes Länderspieltor. Die Elfenbeinküste verpasste aber die Qualifikation zur Fußball-Afrikameisterschaft 2004, und so wurde erst die Fußball-Afrikameisterschaft 2006 sein erstes Turnier mit der Nationalmannschaft. Im Finale gegen Ägypten verlor die Elfenbeinküste im Elfmeterschießen. Mit drei Toren gehörte Drogba zu den besten Torschützen des Turniers.
Drogba qualifizierte sich mit der ivorischen Nationalmannschaft für die Fußball-Weltmeisterschaft 2006 und erzielte im ersten Spiel gegen die argentinische Fußballnationalmannschaft mit dem Anschlusstreffer zum 1:2 das erste WM-Tor der Elfenbeinküste. Beim zweiten Vorrundenspiel der WM 2006 gegen die Niederlande erhielt er seine zweite gelbe Karte und war deshalb beim letzten Vorrundenspiel gegen Serbien-Montenegro, das die Elfenbeinküste 3:2 gewann, gesperrt.
2008 erreichte man den vierten Platz der Afrikameisterschaft, bei der die Elfenbeinküste mit 16 Toren – davon drei durch Drogba – die meisten Treffer erzielt hatte. 2010 schied man bereits im Viertelfinale aus.
Auch für die Fußball-Weltmeisterschaft 2010 in Südafrika hatte sich die Elfenbeinküste qualifiziert. Drogba zog sich während der Vorbereitung einen Bruch des rechten Ellbogens zu, konnte aber mit einer Manschette bei der WM spielen. Nach einem 0:0 gegen Portugal, einem 1:3 gegen Brasilien, wobei Drogba den Treffer zum 1:3-Endstand erzielte, und einem 3:0-Sieg gegen Nordkorea schied die Elfenbeinküste als Gruppendritter aus.
Bei der Afrikameisterschaft 2012 erreichte er mit seiner Mannschaft mit fünf Siegen und ohne Gegentor das Finale gegen Sambia. Dort verschoss er in der 70. Minute einen Strafstoß. Im Elfmeterschießen verwandelte er als fünfter Schütze der Elfenbeinküste seinen Elfmeter. Da aber Kolo Touré und Gervinho verschossen, verlor die Elfenbeinküste das Elfmeterschießen mit 7:8.
Er war acht Jahre lang Kapitän der ivorischen Nationalmannschaft und ist deren Rekordtorschütze. Sein 50. Tor erzielte er am 10. August 2011 beim 4:3-Sieg gegen Israel. Drogba erzielte in seiner Länderspielkarriere insgesamt 65 Treffer in 104 Einsätzen für die Elfenbeinküste.
Bei der WM 2014 in Brasilien kam er in den ersten beiden Gruppenspielen gegen Japan und Kolumbien jeweils von der Bank aus zum Einsatz. Lediglich im letzten Vorrundenspiel gegen Griechenland spielte er von Beginn an. Er konnte allerdings die knappe 1:2-Niederlage und das damit verbundene Ausscheiden nach der Vorrunde auch nicht verhindern. Am 8. August 2014 trat er aus der Nationalmannschaft zurück.

## Titel und Auszeichnungen
International
- Champions-League-Sieger: 2012

England

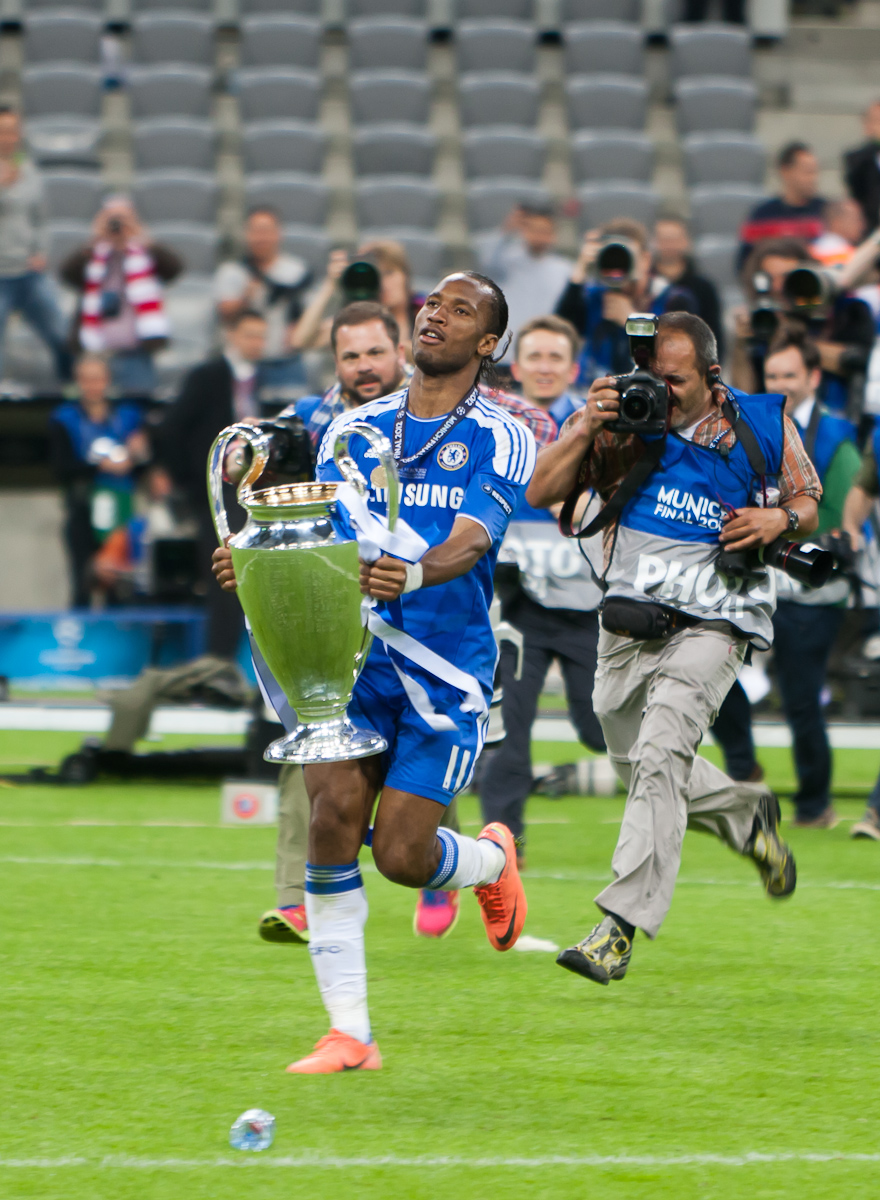
Didier Drogba mit der Champions-League-Trophäe

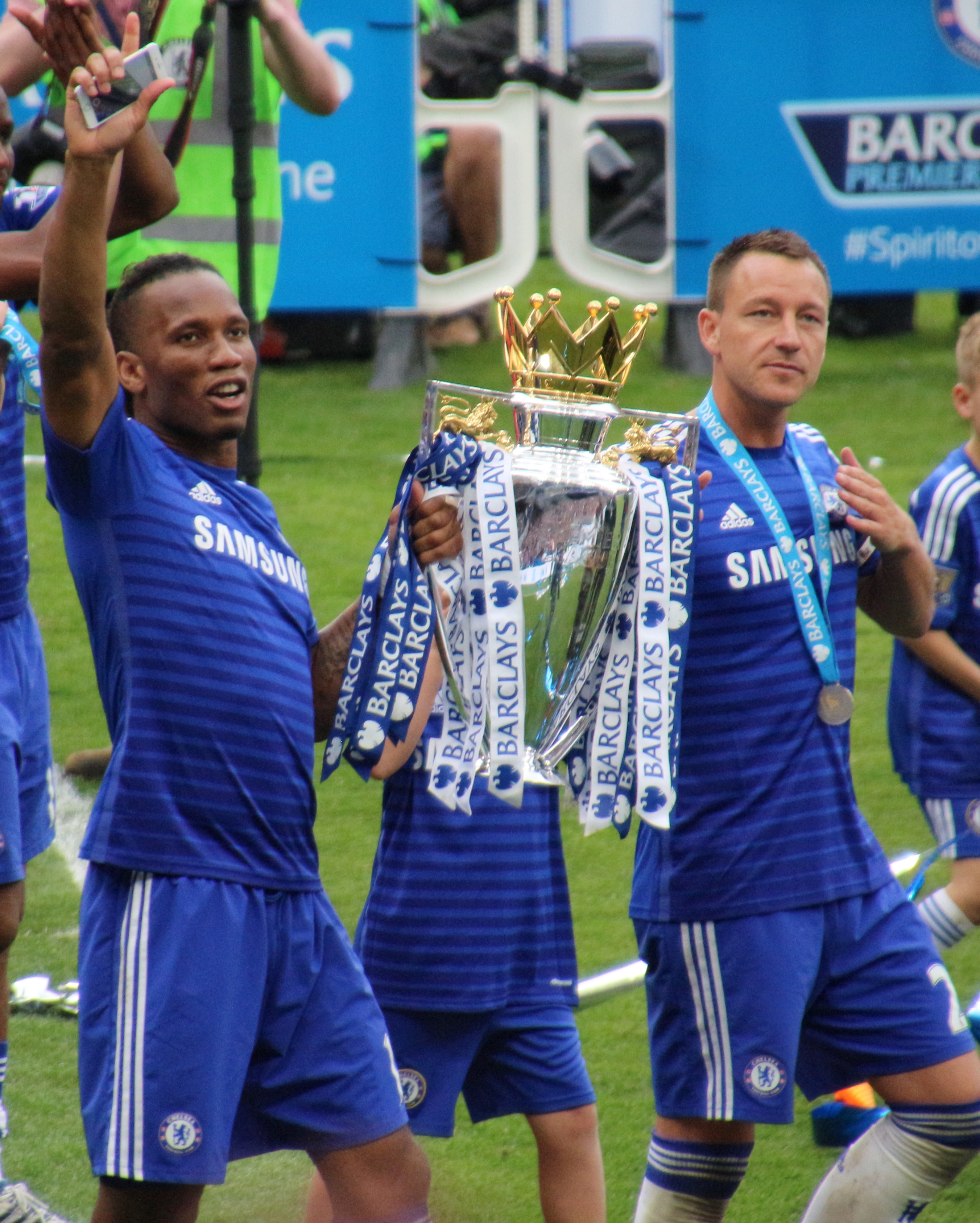
Drogba und John Terry nach dem Gewinn der englischen Meisterschaft 2015

- Meister (4): 2005, 2006, 2010, 2015
- Pokalsieger (4): 2007, 2009, 2010, 2012
- Ligapokalsieger (3): 2005, 2007, 2015
- Supercupsieger (2): 2005, 2009

Türkei
- Meister: 2013
- Pokalsieger: 2014
- Supercupsieger: 2013

Auszeichnungen
- Torschützenkönig der Premier League: 2007, 2010
- Afrikas Fußballer des Jahres: 2006, 2009
- Onze d’or: 2004
- Ligue-1-Spieler des Jahres: 2004
- Spieler des Monats der Ligue 1: Januar 2004, Mai 2004
- BBC African Footballer of the Year: 2009
- Chelsea Player of the Year: 2010
- Golden Foot: 2013
- UEFA Team of the Year: 2007
- FIFPro World XI: 2007
- UEFA-Pokal Torschützenkönig: 2004 (gemeinsam mit Sonny Anderson, Mateja Kežman und Alan Shearer)
- UEFA President’s Award: 2020
- Aufnahme in die Hall of Fame der Premier League: 2022

## Sonstiges
- Im Januar 2007 wurde er von der UNO zum Goodwill-Botschafter ernannt. Vor allem für AIDS-Programme möchte er sich einsetzen.
- Zusammen mit der Band Wills and the Willing sowie seinem Mannschaftskameraden Michael Essien nahm Drogba das Lied „Skin“ auf.
- Auf Grund seines humanitären Engagements und seines Ansehens wurde Didier Drogba 2010 in die renommierte Liste der 100 einflussreichsten Menschen der Welt des Time-Magazins aufgenommen.[26]
- Im September 2011 wurde er als Mitglied der Wahrheits- und Versöhnungskommission, die die Vorgänge während der Regierungskrise 2010/2011 untersuchen soll, angelobt.[27]
- Drogba ist auch in finanzieller Hinsicht sozial engagiert. So spendete er z. B. im Jahr 2009 3 Millionen Euro für den Bau eines Krankenhauses. Dies ist der gesamte Betrag, den er von seinem Sponsor Pepsi für einen Werbevertrag erhalten hatte.[28]
- In Anlehnung an das englischsprachige Warnschild Beware of the dog (dt.: Warnung vor dem Hunde) benutzt die englische Sportpresse die Floskel „Beware of the Drog“, um auf Drogbas Gefährlichkeit als Spieler hinzuweisen.[29][30][31]
- Im November 2012 wurde Drogba bei einer offiziellen Online-Umfrage unter Chelsea-Fans zum „Besten Spieler aller Zeiten“ gewählt.[32]
- Nach dem Grubenunglück von Soma spendete Didier Drogba den Hinterbliebenen der Opfer eine Million Dollar.[33]

## Dokumentation
Éric Cantona war Moderator einer Filmdokumentation, die 2012 mit dem Namen Rebellen am Ball bei Arte ausgestrahlt wurde. Diese Dokumentation beleuchtet auch das Engagement Drogbas in seinem Heimatland, um zur Versöhnung der verfeindeten Volksgruppen beizutragen.

## Spielweise
Drogba hatte eine für seine Statur unüblich gute Technik sowie Grundschnelligkeit und konnte vor dem gegnerischen Tor sowohl im Strafraum als auch aus der Distanz gefährlich werden. Er spielte nahezu beidfüßig und galt als gefährlicher Freistoßschütze. Zusätzlich zeichnete er sich durch seine Kopfballstärke aus.

## Kandidatur als Verbandspräsident der Elfenbeinküste
Am 23. April 2022 scheiterte Drogba beim ersten Wahlgang um den Posten des Präsidenten des ivorischen Fußballverbandes. Er erhielt 21 Stimmen gegenüber Idriss Diallo (59 Stimmen) und Sory Diabate (50).

## Persönliches
Sein Neffe 2. Grades Kenneth Zohoré und sein Cousin Olivier Tébily sind Fußballprofis. Sein Onkel Michel Goba spielte für die ivorische Nationalmannschaft.